# Wingrasjön
Wingrasjön är en liten sjö belägen i staden Madison, Dane County, Wisconsin. Sjöns yta är 1,3 km², medeldjupet är 2,7 meter och maxdjupet 4,3 meter.